# Plaider les droits de l’homme
Plaider les droits de l’homme (PLDH) ist eine Nichtregierungsorganisation mit Sitz in Straßburg, Frankreich, die aktiv im Bereich des Menschenrechtsschutzes ist.
In Zusammenarbeit mit der Universität Straßburg und der Albert-Ludwigs-Universität Freiburg organisierte sie jedes Jahr einen Moot Court („fiktives Gericht“) zum Europäischen Gerichtshof für Menschenrechte. Der deutsche Richter des Bundesverfassungsgerichts Johannes Masing, der Freiburger Juraprofessor Matthias Jestaedt und die französische Professorin Florence Benoît-Rohmer sind für diese einmalige deutsch-französische Kooperation verantwortlich. Der Moot Court wurde in den letzten Jahren von namhaften Experten im Bereich Menschenrechte präsidiert, so zum Beispiel von Guido Raimondi (Präsident des Europäischen Gerichtshofs für Menschenrechte), Nicolas Michel (ehemaliger Untergeneralsekretär bei den Vereinten Nationen), Bostian Zupancic (Richter am Europäischen Gerichtshof für Menschenrechte), Dean Spielmann (Richter am Europäischen Gerichtshof für Menschenrechte), Franziska Brantner (Bundestagsabgeordnete) oder Enrico Letta (ehemaliger italienischer Premierminister).
Der Honorarpräsident der PLDH ist Hans-Christian Krüger, ehemaliger stellvertretender Generalsekretär des Europarats. Die Generalsekretärin von PLDH ist die französische Juristin Manuela Brillat.
PLDH organisiert auch eine jährlich stattfindende Gala, bei der jeweils verschiedene Menschenrechtsexperten zu Wort kommen. PLDH organisiert auch Master Classes zu verschiedenen Themen im Bereich Menschenrechte. In der Vergangenheit haben Master Classes zu den Themen Agentur der Europäischen Union für Grundrechte (mit der ehemaligen Präsidentin des wissenschaftlichen Beirats der Europäischen Grundrechteagentur Florence Benoît-Rohmer), zum Thema Arbeit/CSR (mit Valérie Berset-Bircher, Verwaltungsrätin der Swisscom), zum Europäischen Gerichtshof für Menschenrechte (mit Hans-Christian Krüger und Michael O’Boyle) stattgefunden.